# Arenivaga

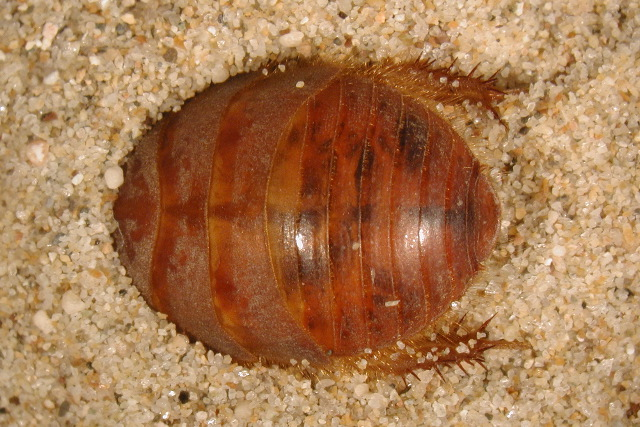

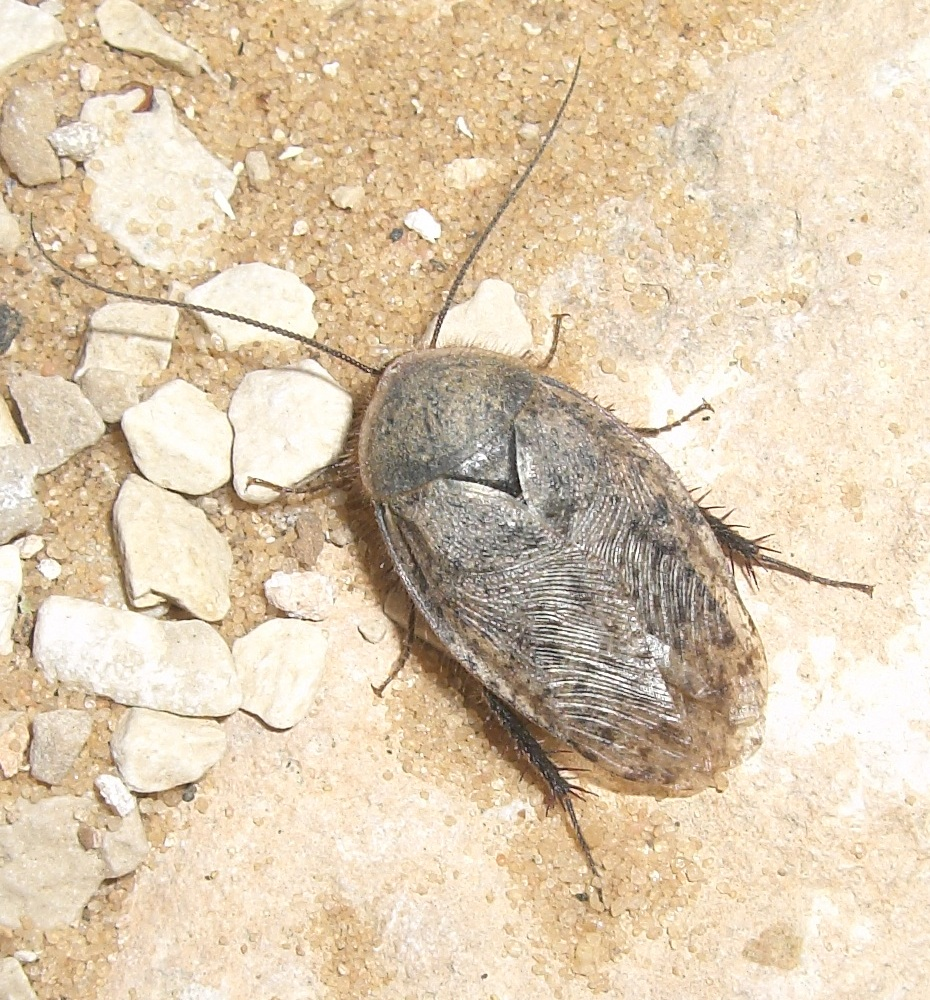
Arenivaga africana, самец

Arenivaga (лат.) — род песчаных тараканов-черепашек из семейства Corydiidae (или Polyphagidae). Обнаружены в Северной Америке: США (от Техаса до Калифорнии и Флорида), Мексика. Около 50 видов.

## Описание
Среднего размера тараканы овально-вытянутой формы: длина тела около 2 см, от мелкого вида Arenivaga pumila (14,2 мм × 7,0 мм) до крупного Arenivaga bolliana (24,5 мм × 13,0 мм). Форма тела от широко-овальной у вида Arenivaga impensa (соотношение длины тела к его наибольшей ширине = TL/GW 2,16) до узкотелого Arenivaga trypheros (TL/GW 2,82). Основная окраска желтовато-коричневая (песчаная). Имеют по 2 коготка на лапках (кроме вида Arenivaga darwini, имеющего один коготок). Ноги средней и задней пары покрыты шипиками, отсутствующими у сестринского рода Eremoblatta.
Обитают в песчаной почве, песчаных дюнах (отсюда латинское название рода, которое переводится как «песчаный бегун»). Питаются микоризными грибами, листовым детритом пустынных кустарников и семенами, собранными млекопитающими. В надземных условиях живут только крылатые самцы (отличаются ярко выраженным половым диморфизмом: самки бескрылые, внешне напоминают мокриц). Объект многочисленных биологических экспериментов и множества научных публикаций.
Род был впервые выделен в 1903 году американским энтомологом Дж. Реном (Rehn J. A. G.) в качестве подрода Homoeogamia (Arenivaga) Rehn
в составе рода Homoeogamia Burmeister, 1838.
Во время дневной жары в пустыне тараканы Arenivaga могут закапываться на глубину до 60 см.
Некоторые виды обнаружены в муравейниках. Например, в США Arenivaga bolliana и A. tonkawahave были взяты как из гнезд Atta texana, так и из нор мелких позвоночных.
Arenivaga investigata мигрирует вертикально в рыхлом песке. Насекомые передвигаются прямо под песком, что делает их менее уязвимыми для хищников (например, скорпионов), поскольку они добывают мёртвые листья, корни и другую пищу. В течение всего года A. investigata может найти относительную влажность около 82 %, спустившись на 45 см в песок, и может избежать температуры выше 40 °C, двигаясь не ниже 15 см. Летом тараканы спускаются в песок глубже, чем зимой. В июле все стадии развития, за исключением взрослых самцов, находятся на глубине 2,5—30 см от поверхности, с максимумом 12,5 см. В ноябре насекомые встречаются на глубине не более 15 см, а большинство — на глубине 5 см и менее. Arenivaga grata встречается под камнями и скалами в дубовых, дубово-сосновых и дубово-манзанитовых лесах в Техасе (Tinkham, 1948), а также был обнаружен в гуано летучих мышей в пещере в Аризоне (Ball et al., 1942). «Пескоплавающие» (гребут ногами будто «плывут» в приповерхностном слое песка) тараканы часто встречаются в корневой зоне растений. Arenivaga investigata чаще всего связан с кустарниками Larrea tridentata, Atriplex canescens и Croton californicus (Edney et al., 1978). Это объясняется тем, что в пустыне растительность является источником тени и пищи, а подземные корневые системы концентрируют доступную влагу.

## Систематика
Около 50 видов.
- Arenivaga africana (Linnaeus, 1758)
- Arenivaga apacha (Saussure, 1893)[10]
- Arenivaga bolivari (Adelung, 1914)
- Arenivaga bolliana (Saussure, 1893)typus
- Arenivaga cerverae  (Bolivar, 1886)
- Arenivaga chopardi  (Uvarov, 1936)
- Arenivaga erratica (Rehn, 1903)
- Arenivaga floridensis Caudell, 1918[11]
- Arenivaga fuscipennis  (Chopard, 1929)
- Arenivaga genitalis Caudell, 1918
- Arenivaga grata Hebard, 1920[12]
- Arenivaga investigata Friauf and Edney, 1969[13][14][15]
- Arenivaga livida  (Brunner v. W.,1865)
- Arenivaga maris-mortui  (Janson, 1891)
- Arenivaga marmorata  (Uvarov, 1936)
- Arenivaga mexicana  Burmeister, 1838
- Arenivaga persica  (Chopard, 1921)
- Arenivaga pilosella  (Saussure, 1895)
- Arenivaga rehni Hebard, 1917
- Arenivaga roseni  (Brancsik, 1898)
- Arenivaga rugosa  (Schulthess-Rechberg, 1894)
- Arenivaga tonkawa Hebard, 1920[12]
- Другие виды (Hopkins, 2014)[2]: A. pagana Hopkins, 2014, A. grandiscanyonensis, A. haringtoni, A. hopkinsorum, A. umbratilis, A. tenax, A. impensa, A. trypheros, A. darwini, A. nalepae, A. sequoia, A. mckittrickae, A. gaiophanes, A. belli, A. estelleae, A. delicata, A. mortisvallisensis, A. milleri, A. pratchetti, A. gumperzae, A. rothi, A. ricei, A. adamsi, A. nicklei, A. akanthikos, A. moctezuma, A. paradoxa, A. apaeninsula, A. hebardi, A. dnopheros, A. aquila, A. florilega, A. galeana, A. gurneyi, A. pumila, A. hypogaios, A. diaphana, A. nocturna, A. alichenas